# Понтонски мост М-71
Понтонски мост М-71 (ПМ М-71) је комплет понтонског моста развијен у СФРЈ по узору на совјетски понтонски мост ПМП за потребе Југословенске народне армије. Намена понтонског моста је успостављање мосних и скелских места прелаза при савлађивању водених препрека.
Развој је започет крајем 60их година 20. века у МТРЗ Сава Ковачевић из Тивта, са ознаком "пројекат 382". По завршетку развоја производња је започета 1971. године. Комплетима понтонског моста током 70их и 80их година опремљене су јединице понтонске инжињерије Југословенске народне армије. Камиони са пловним чланцима дефиловали су на војној паради поводом Дана победе 1975. године.

## Састав комплета понтонског моста
Комплет понтонског моста ПМ М-71 се састоји из:
- 32 пловна чланка са камионима ФАП 2026 БДС/А
- 4 обална чланка са камионима ФАП 2026 БДС/А
- 2 комплета коловозних застора са камионима ФАП 2026 БДС/А
- 12 реморкера РПП М-68 са камионима ФАП 2026 БДС/АВГ
- 1 индивидуални комплет (помоћна опрема, алат и прибор)

- Склопљени пловни чланци на копну
- Камион ФАП 2026 БДС/А са понтонским чланком
- Камион ФАП 2026 БДС/АВГ за вучу, гурање и извлачење реморкера
- Реморкер РПП М-68
- Kамион ФАП 2026 БСД/АВГ извлачи из воде реморкер РПМ М-68 понтонског моста ПМ М-71.
- Понтонска скела ПМ М71 превози тенк М-84.

Првобитно, комплет понтонског моста је опремљен са камионима ФАП 2220 БДС/А за превоз пловних чланака и обалних чланака, а камионима ФАП 1314 С/АВ за вучу и гурање реморкера РПП М-68. Током 80их година комплет понтонског моста је модернизован новијим камионима ФАП 2026 БДС/А за превоз чланака и вучу реморкера.

## Технички подаци
Од комплета понтонског моста могу се саставити:
- понтонски мост носивости 20 и 60 тона;
- скеле носивости од 20 до 170 тона (40, 60, 80, 110, 150).

Носивост сваког пловног чланка је 20, а обалног чланка 10 тона.

## Употреба
Након распада СФРЈ комплети понтонског моста ПМ М-71 су коришћени у Војсци Југославије и Војсци Републике Српске. Данас комплете ПМ М-71 се налази у употреби у Речној флотили Војске Србије у два понтонирска батаљона.
Поред употребе у рату, понтонски мост је чешће коришћен у миру за помоћ цивилном становништву приликом ванредних ситуација. Такође, Војска Србије у летњем периоду поставља понтонски мост у Земуну до плаже Лидо на Великом ратном острву.